# Levende lys
Levende lys eller kærter er lyskilder, der brænder med flamme.
Levende lys kan fx anvende stearin, paraffin, talg (tællelys), gelé og bivoks med en væge. Levende lys bruges til hygge eller til belysning. Også fakler og olielamper har været anvendt til belysning. I vore dage forbindes levende lys med fest, kirker og julelys. Fyrfadslys er også beregnet til opvarmning af mad og te.
Levende lys kaldes ofte stearinlys, også når de ikke er lavet af stearin. Stearinlys sættes som regel i lysestage.
Levende lys er mere forurenende end andre lyskilder.

## Materialer
Tidligere var vokslys meget udbredt. De var lavet af bivoks. Nu er stearin og paraffin med et smeltepunkt på omkring 60 °C mest udbredt.
Stearin er (siden 1811) fremstillet af 80-100% plantefedt og resten animalsk fedt. Paraffin er fra ca. 1830 udvundet af jordolie. Ofte fremstilles lys af en blanding af stearin og paraffin.

## Fremstilling
Vokslys æltes af bivoks og vikles omkring vægen. Til sidst rulles lyset mod en glat overflade.
Ved lysedypning dyppes vægen i flydende voks, paraffin eller stearin i flere omgange, til den ønskede tykkelse er nået (op til ca. 8 cm).
Ved lysestøbning hældes den flydende masse i en form med en væge i midten.
Meget billige lys som fyrfadslys og gravlys presses af paraffingranulat.